# Azadi
Die Azadî (kurdisch für „Freiheit“), offiziell Civata Azadiya Kurd (Gesellschaft für kurdische Freiheit), später Civata Xweseriya Kurd (Gesellschaft für kurdische Unabhängigkeit) war eine kurdische Geheimorganisation, die nach dem Ersten Weltkrieg in der Türkei gegründet worden ist. Über sie ist nicht viel bekannt, da ihr Parteiprogramm und Parteibuch nach der Festnahme eines der Führer Cibranlı Halit Beys durch dessen Onkel verbrannt wurde. So werden über das Gründungsdatum der Azadî verschiedene Angaben wie 1921, 1922 und 1923 gemacht.

## Geschichte
Die Azadî wurde vor dem Erlass des Laizismus und der Abschaffung des Kalifats gegründet. So kann man den kurdischen Widerstand nicht allein als Widerstand gegen die religiöse Politik Ankaras sehen. Ein anderer wichtiger Punkt ist, dass sich die Azadi von anderen Organisationen wie der Kürdistan Teali Cemiyeti dadurch unterschied, dass sie nicht in Istanbul gegründet wurde und auch nicht im Interesse ausländischer Mächte stand. Der Schwerpunkt der Organisation lag in den kurdischen Gebieten in Ostanatolien und das Zentrum war in Erzurum. Laut Aussagen von Ihsan Nuri Pascha und anderen Mitglieder hatte die Azadî 23 Zweigstellen in Städten wie Diyarbakir, Siirt, Istanbul, Dersim, Bitlis, Hınıs, Van, Muş, Kars, Malazgirt und Erzincan.
Eine Zweigstelle in Diyarbakir wurde im Februar 1925 gegründet. Dort arbeiteten wichtige Mitglieder wie die Cousins Ekrem Cemilpascha und Kadri Cemilpascha und Doktor Fuat. Mitglieder waren Kurden aus allen Schichten, und nicht wie in vorherigen Organisationen nur Kurden aus der Aristokratie. So gab es Stammesführer, religiöse Führer auf der einen Seite und auf der anderen Seite Intellektuelle und Offiziere aus der Osmanischen Armee. Ihr Ziel war die Unabhängigkeit der Kurden. Schon kurze Zeit später wurden Ende 1924 die Führer der Azadî Cibranlı Halit Bey, Yusuf Ziya Bey und noch etwa 21 Leute verhaftet und vor das Kriegsgericht in Bitlis gestellt. Neuer Führer wurde Scheich Said. Auf einem Kongress Ende 1924 beschloss die Organisation, einen Aufstand zu beginnen. Der Scheich-Said-Aufstand begann dann wenig später im Frühjahr 1925. Während des Aufstandes wurden Cibranlı Halit Bey und Yusuf Ziya Bey gehängt.
Nach Robert Olson hatte die Azadî im Gebiet Muş – Malazgirt – Bitlis etwa 5000 bewaffnete Männer aus den Stämmen der Hasenan, Zırkan und Cibran, in der Region Botan 2000–3000 Mann. Das in Diyarbakır stationierte 7. Regiment bestand zur Hälfte aus Kurden und somit potenziellen Unterstützern der Azadî. So desertierte Hauptmann Ihsan Nuri am 3./4. September 1924 mit drei weiteren Leutnants, 350 Soldaten und den kompletten Waffen des 18. Regiments und lief zu den Aufständischen über. Nach der Niederschlagung des Aufstandes und der Hinrichtung Scheich Saids verlor die Organisation an Bedeutung.

## Bekannte Mitglieder (Auswahl)
- Varto: Cibranlı Halit Bey
- İstanbul: Seyyit Abdülkadir
- Muş-Bitlis: Der ehemalige osmanische Abgeordnete Yusuf Ziya Bey
- Van: Molla Abdulmecit Efendi (Bruder des Said-i Kurdi)
- Siirt: Ihsan Nuri Pascha
- Diyarbakir: Ekrem Cemilpascha, Kadri Cemilpascha